# Comperia austrina
Comperia austrina är en stekelart som beskrevs av Prinsloo och Annecke 1978. Comperia austrina ingår i släktet Comperia och familjen sköldlussteklar. Inga underarter finns listade i Catalogue of Life.